# Agent de surveillance de la voie publique

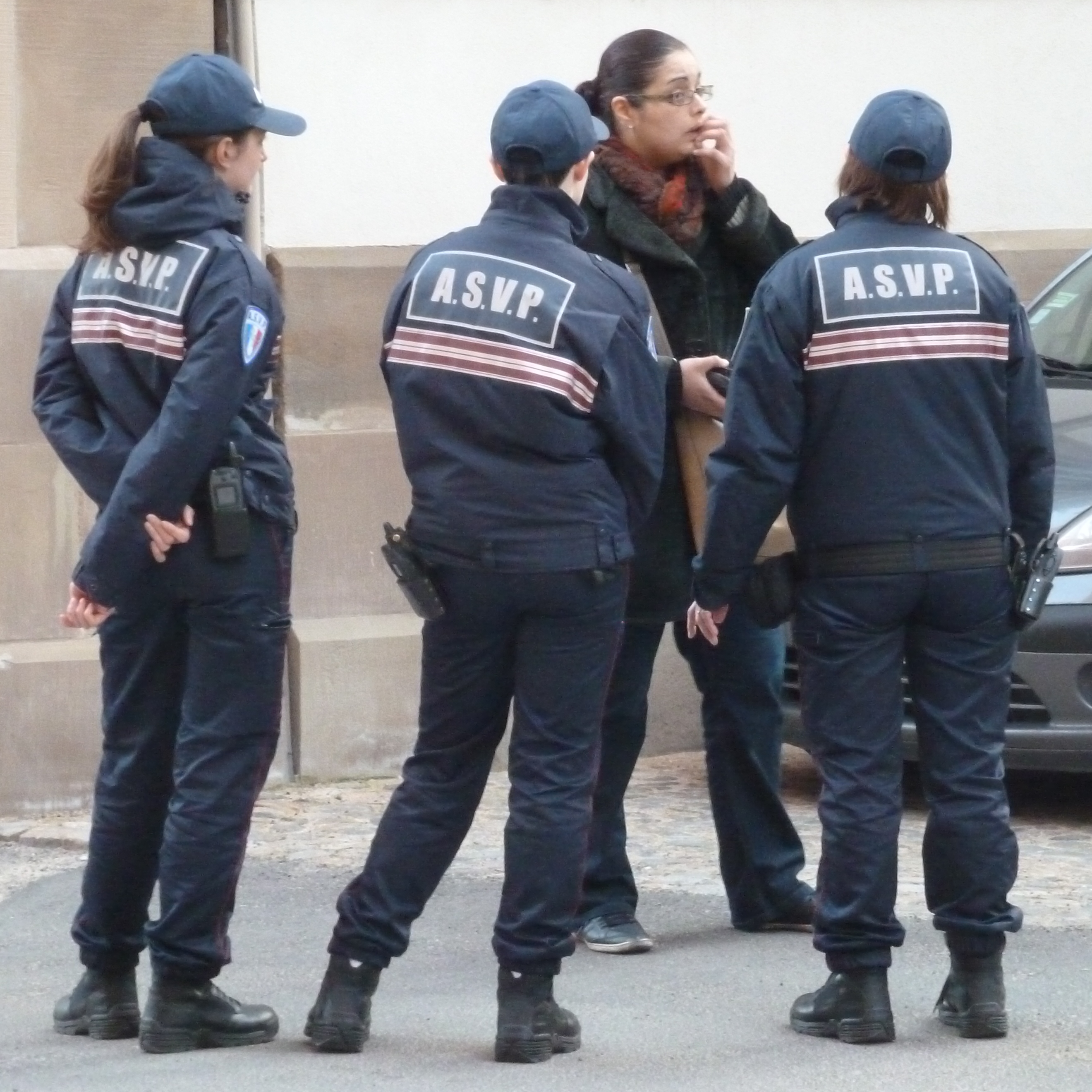
ASVP in Straßburg (2014)

Die Agents de surveillance de la voie publique (ASVP; deutsch etwa Überwachungspersonal für öffentliche Wege) sind in Frankreich kommunale Angestellte, die üblicherweise uniformiert sind. Ihr Kompetenzbereich ist eng begrenzt auf das Ahnden von Verstößen gegen bestimmte Regeln bezüglich des Haltens und Parkens im Straßenverkehr. Diesbezüglich ähnelt ihr Tätigkeitsprofil stark demjenigen der Politessen in anderen Ländern. Darüber hinaus können ASVP die Einhaltung von Sauberkeitsvorschriften im öffentlichen Raum überwachen.
Mit insgesamt etwa 6 400 ASVP in ganz Frankreich (2014) sind diese unter den uniformierten kommunalen Ordnungskräften weniger zahlreich als die Angehörigen der Police municipale, jedoch zahlenmäßig deutlich stärker als die Gardes champêtres. Je nach Kommune variiert die Zahl der ASVP zwischen 0 und über hundert.

## Aufgaben
Ihr Aufgabenbereich ist landesweit einheitlich geregelt und streng begrenzt auf drei Bereiche, nämlich das Feststellen von
1. Tatbeständen regelwidrigen Haltens oder Parkens von Fahrzeugen (nicht jedoch des behindernden, gefährdenden oder missbräuchlichen Haltens, zu deren Feststellung nur Polizisten qualifiziert sind),
2. fehlenden Versicherungsnachweisen an Kraftfahrzeugen,
3. Verstößen gegen Vorschriften zur Sauberkeit im öffentlichen Bereich.[2][3]

Dessen ungeachtet kommt es vor, dass Kommunen ihre ASVP gesetzeswidrig für Aufgaben einsetzen, die deren gesetzliche Kompetenzen überschreiten, etwa zur Regelung oder Sicherung des Straßenverkehrs oder zu Ordnungsaufgaben bei Veranstaltungen.

## Rekrutierung und Qualifikation
Die ASVP sind keine Beamten (fonctionnaires). Sie benötigen weder eine Berufsausbildung noch verpflichtende Weiterbildungen im Beruf. Hingegen muss ihre Eignung für das Amt durch die Staatsanwaltschaft bestätigt werden, und sie müssen vom Amtsrichter vereidigt werden.

## Uniformierung und Ausrüstung
Die Details der Dienstkleidung der ASVP sind im Detail nicht formal geregelt; diesbezügliche Regelungen stehen somit den kommunalen Amtsträgern zur Entscheidung frei. Vorgeschrieben ist jedoch, dass die Funktion klar auf der Kleidung vermerkt sein muss und dass diese weder in der Farbgebung noch sonst irgendwie so gestaltet sein darf, dass eine Verwechslung mit den Uniformen der Police municipale oder sonstiger Polizeikräfte möglich ist.
Eine Bewaffnung der ASVP ist nicht gestattet. Obschon eine Änderung dieser Vorschrift durch bloßen Ministererlass möglich wäre und keine Gesetzesänderung erfordern würde, wird das bestehende Verbot der Bewaffnung von den zentralstaatlichen Behörden eng ausgelegt. So ist den ASVP etwa auch das Mitführen von Reizgas im Dienst zur Abwehr von Aggressionen verboten und wird bei Bekanntwerden nicht geduldet.